# Guldahalli, Koppal
Guldahalli là một làng thuộc tehsil Koppal, huyện Koppal, bang Karnataka, Ấn Độ.